# Hævnens Nat
Hævnens nat (danès: Nit de revenja) és una pel·lícula muda dramàtica danesa de 1916 dirigida per Benjamin Christensen. Les impressions de la pel·lícula es guarden al Det Danske Filminstitut.

## Argument
Durant una festa de Cap d'Any a la riquesa Ranton Manor, un convicte fugit anomenat "Strong" John Sikes camina per la neu amb el seu fill petit. John irromp a la casa Ranton i entra a l'habitació d'Ann, la filla de la família. Troba una caixa de joies decorada amb el seu nom. Conté un collaret de perles, però ell no l'agafa.
La família Ranton i els seus convidats són informats que John ha fugit de la presó i és buscat per assassinat. Els festers reuneixen armes per caçar el criminal, per a la desaprovació d'Ann. Quan ella torna a la seva habitació, en John li suplica que no li digui a ningú que hi és i que li doni llet pel seu fill. Ella està d'acord, però és atrapada a la cuina pels festers. Utilitzen l'Ann per atraure John a una arrest d'un ciutadà. Enfurismat, culpa l'Ann i li promet "lligar-li una corda al coll" quan finalment surti de la presó.
Catorze anys després, Ann està casada amb el doctor Richard West i són els pares d'un fill adoptiu de quinze anys, Bob, i de la filla biològica Annie, de dos anys. En John surt de la presó, ara un home trencat en un estat semi-fuga que ha oblidat les seves amenaces contra Ann. En un circ, l'entrenador d'elefants, el professor Wilkens, llegeix sobre l'alliberament d'en John i està nerviós en saber que la policia ara dubta de la culpabilitat d'en John.
John intenta recuperar el seu fill de l'orfenat, però se li diu que el nen va ser adopció confidencial i no se li dóna més informació. Desanimat, John vaga pels carrers fins que coneix un vell amic de treballs penals. El vell amic porta en John a la seu del gàngster irònicament sobrenomenat "Slim" Sam Morton.
Al circ, Wilkens pateix un atac nerviós i cau per un tram d'escales. Al seu llit de mort, confessa l'assassinat del qual es va culpar John.
Després que els Wests abandonin la seva casa adossada per anar de vacances a la seva casa de camp, la banda de Morton roba la residència buida. John és portat, tot i que inicialment no entén la missió del grup. John descobreix la caixa de joieria d'Ann entre els béns robats i recorda el seu vot de venjança.
Enmig de la nit, en John truca a una emergència mèdica falsa per enganyar el doctor West perquè deixi la seva família. L'Ann s'adona que el seu marit ha oblidat la clau de la caixa de l'instrument i envia en Bob darrere d'ell. Quan el doctor West arriba a la falsa emergència, en John el lliga. Bob arriba poc després, i John tanca el nen en un armari i després marxa. Tanmateix, en Bob i el seu pare aconsegueixen agafar el telèfon i trucar a la policia.
John arriba a la casa de camp i persegueix Ann. Ella aconsegueix amagar-se, però es veu obligada a revelar-se per evitar que faci mal a l'Annie. Mentre intenta matar l'Ann, la policia arriba i dispara a John. L'endemà, és absolt d'assassinat i es revela que Bob és el seu fill. John mor tranquil·lament al llit mentre la família West s'asseu al seu costat.

## Repartiment
- Benjamin Christensen com a Strong John Henry Sikes (versió anglesa) / Stærke Henry (versió danesa).[2] És acreditat com a Benjamin Christie a la versió estatunidenca.[3]
- Karen Caspersen com a Ann. Se li atribueix com a Karen Sandberg a la versió danesa i Katherine Sanders a la versió nord-americana.
- Peter Fjelstrup com el Dr. Richard "Dick" West (versió dels EUA)
- Charles Wilken com el Prof. Wilken, un entrenador d'elefants
- Ulla Johansen
- Jon Iversen
- Aage Schmidt
- Mathilde Nielsen
- Carl Gottschalksen
- Grethe Brandes
- Elith Pio